# Mürztal
Mürztal är en dal i Österrike.   Den ligger i förbundslandet Steiermark, i den östra delen av landet, 110 km sydväst om huvudstaden Wien.
I omgivningarna runt Mürztal växer i huvudsak blandskog. Runt Mürztal är det ganska glesbefolkat, med 48 invånare per kvadratkilometer.